# Alexander Löhr
Alexander Löhr (n. 20 mai 1885, Turnu Severin, Mehedinți, România – d. 26 februarie 1947, Belgrad, RFP Iugoslavia⁠(d)) a fost un comandor în aviația militară austriacă (Österreichische Luftstreitkräfte) în anii 1930. După Anschluss a devenit general în Luftwaffe. A fost executat în 1947, după ce a fost condamnat la moarte de Curtea Militară din Iugoslavia, care l-a găsit vinovat de crime de război.

## Biografie
În Primul Război Mondial a fost comandant de pluton în Armata Austro-Ungară.
În 1921 a fost avansat la gradul de locotenent-colonel (Oberstleutnant). Între anii 1921 și 1934 a ocupat diferite funcții, ajungând comandant al Forțelor Aeriene Austriece, poziție pe care o avea în momentul Anschluss-ului (1938).
La 15 martie 1938 a fost avansat la gradul de general-locotenent (Generalleutnant) și a devenit comandant al unităților Luftwaffe din Austria.
A fost comandant al Luftflotte 4 din mai 1939 până în iunie 1942, forță care a bombardat Varșovia în septembrie 1939 și Belgradul în aprilie 1941.
La 3 mai 1941 a fost înaintat la gradul de general-colonel (Generaloberst). A fost comandant al spectaculoasei operațiuni Mercur de invadare a insulei Creta. Participă la operațiunea Barbarossa, flota nr. 4 a aviației militare făcând parte din Grupul de Armate Sud.
A fost decorat pe 19 septembrie 1941 cu Ordinul „Mihai Viteazul” cl. III-a „pentru modul strălucit cum a condus din punct de vedere strategic operațiunile ce s'au desfășurat în spațiul aerian, contribuind astfel, în colaborare cu aviația română, la recucerirea Bucovinei de Nord și a Basarabiei”.
Generalul Löhr a comandat apoi Armata a 12-a germană în perioada iulie-decembrie 1942. A fost numit la 1 ianuarie 1943 în postul de comandant-șef al Grupului de Armate E și al armatelor germane din Balcani (Oberster Befehlshaber aller Wehrmachtsteile (Heer, Marine, Luftwaffe) auf dem Balkan). După capitularea Italiei a reușit să respingă atacul armatei britanice asupra insulelor Dodecanez (septembrie-noiembrie 1943), ultima mare victorie a armatei germane din al Doilea Război Mondial.
Odată cu schimbarea alianțelor de către România și Bulgaria, grupul său de armate se afla în pericol de a fi izolat de restul trupelor germane, așa că generalul Löhr a ordonat începerea retragerii prin Iugoslavia. Aproximativ două treimi din Grupul de Armate E au reușit să treacă frontiera austriacă până la 8 mai 1945, dată la care s-a semnat, la Reims, capitularea necondiționată a Germaniei și care impunea încetarea oricăror mișcări de trupe. Löhr a rămas cu restul trupelor (aproximativ 150.000 de militari) la sud de graniță și a negociat capitularea cu partizanii iugoslavi. La 15 mai 1945 a fost luat prizonier și a fost judecat și condamnat la moarte pentru crime de război, fiind executat la Belgrad în 26 februarie 1947.

## Decorații
- Ordinul Militar „Mihai Viteazul” cl. III-a (19 septembrie 1941)[8]
- Ordinul „Virtutea Aeronautică” de război cu spade, clasa Comandor (11 octombrie 1941) „pentru cooperarea eficace și intervenția în luptă, în sprijinul acțiunii armatei române, pentru cucerirea Basarabiei și pentru strânsa colaborare a Corpului IV Aviație cu Aviația Română în atacul Odesei”[10]

## Legături externe
- Generaloberst Alexander Löhr